# 伊藤郁子
伊藤郁子（日语：／ Itō Ikuko，1961年8月25日—），日本女性動畫師、人物設計師、插畫家。出身於茨城縣日立市。O型血。

## 來歷
伊藤郁子畢業於東京設計師學院動畫科（現東京網路傳輸學校）。她是女性中罕見的金田型動作動畫師，負責《美少女戰士R》之後的大部分變身場面。她參與了許多人物設定的工作，包括《魔法使俱樂部》、《不可思議魔法藥店》、《後天的方向。》，也參與了《彩夢芭蕾》的原案。
長谷川真也評論道「她是一個對工作有著不可思議的執著，幾乎到了『痴迷』地步的人。她對工作就像有著強烈的母性本能。為了提升作品質量，她會採取一切必要手段，絕不妥協。我由此體會到，『做某事』意味著『不考慮利潤或損失地做任何事情』」。

## 參加作品

### 電視動畫
1982年
- 電子神童（動畫）
- 猿飛小忍者（日语：さすがの猿飛）（—1984年，原畫）

1983年
- 湯匙伯母歷險記（—1984年，原畫）[注 1]

1984年
- 宗谷物語（日语：宗谷物語）（原畫）

1985年
- 鄰家女孩（—1987年，原畫）

1986年
- 宇宙船人馬座（日语：宇宙船サジタリウス）（—1987年，原畫）

1987年
- 新楓葉鎮物語 棕櫚鎮篇（原畫）
- 聖魔大戰（—1989年，作畫監督）[注 2]

1988年
- 貓咪也瘋狂（—1989年，原畫）

1989年
- 有趣漫畫入門講座（日语：まんがはじめて面白塾）（—1991年，原畫）
- 新仙魔大戰（—1990年，原畫）

1990年
- 我他彼此（日语：ペエスケ）（—1991年，作畫監督）
- 鴉天狗KA·BU·TO（—1991年，原畫）
- 神通小精靈（—1992年，作畫監督）

1992年
- 美少女戰士（—1993年，作畫監督）

1993年
- 美少女戰士R（—1994年，作畫監督）

1994年
- 美少女戰士S（—1995年，首席動畫師）

1995年
- 美少女戰士SuperS（—1996年，人物設定）
- 動畫世界的童話（日语：世界名作童話シリーズ ワ〜ォ!メルヘン王国）（人物設定）

1998年
- 不可思議魔法藥店（日语：ふしぎ魔法ファンファンファーマシィー）（—1999年，人物設定）
- 聖路美娜女學院（日语：聖ルミナス女学院）（人物協力）

1999年
- 魔法使俱樂部（人物設定、總作畫監督）

2000年
- 奇異的破曉（日语：ストレンジドーン）（原畫）

2002年
- 彩夢芭蕾（—2003年，原案、人物設定、總作畫監督、作畫監督）

2004年
- （人物設定、總作畫監督）

2005年
- 我的太太是魔法少女（原畫）

2006年
- 不可思議星球的☆雙胞胎公主Gyu！（—2007年，OP原畫）
- 後天的方向。（人物設定、總作畫監督、作畫監督、原畫）[5]

2007年
- 戀愛情結（OP原畫）
- 英國戀物語艾瑪 第二幕（原畫）
- 真仙魔大戰（原畫）
- 旁邊的兒童 我的火腿組（日语：はたらキッズ マイハム組）（原畫）
- 暗夜魔法使 The ANIMATION（原畫）
- Sketchbook ～full color's～（原畫）

2008年
- ARIA The ORIGINATION（作畫監督、原畫）
- 藥師寺涼子怪奇事件簿（原畫）
- 守護甜心!! 心跳（OP原畫）
- 海物語 ～有你相伴～（原畫）

2011年
- 異國迷宮的十字路口 The Animation（服裝設定、作畫監督、原畫、OP作畫監督協力、ED原畫）
- 幸福光暈 ～hitotose～（作畫監督、原畫）

2012年
- AKB0048（配角設定、總作畫監督）

2013年
- AKB0048 next stage（配角設定、總作畫監督）

2015年
- 小長門有希的消失（人物設定、總作畫監督）

2016年
- 夏目友人帳 伍（作畫監督、原畫）

2018年
- 屁屁偵探（作畫監督、原畫）

2020年
- 索瑪麗與森林之神（人物設定、總作畫監督）

2021年
- 境界觸發者 2nd Season（作畫監督）

### 電影動畫
1990年
- 的快樂西遊記（原畫）

1991年
- 劇場版 神通小精靈（日语：まじかる☆タルるートくん (1991年の映画)）（作畫監督補、原畫）
- 神通小精靈：燃燒吧！友情的魔法大戰（日语：まじかる☆タルるートくん 燃えろ!友情の魔法大戦）（原畫、Psycho Sol Mood動畫）
- 大口仔的龍宮星大探索（原畫）

1993年
- 劇場版 美少女戰士R（原畫）

1995年
- 祈願物语（日语：ユンカース・カム・ヒア）（原畫）

2004年
- ONE PIECE：被詛咒的聖劍（原畫）

2016年
- POP IN Q（作畫監督）

2018年
- 劇場版 超時空要塞Δ：激情的女武神（日语：劇場版マクロスΔ）（作畫監督）

2021年
- 劇場版 屁屁偵探：梳芙厘島的秘密（作畫監督、原畫）

2024年
- 劇場版 物怪 唐傘（作畫監督）

### OVA
1988年
- 貓咪也瘋狂2（原畫）

1992年
- PURPLE HIGHWAY OF ANGELS 湘南爆走族8 赤星傳說（原畫）
- Little Twins（日语：リトルツインズ）（—1993年，原畫）

1996年
- 魔法使俱樂部（—1997年，人物設定、總作畫監督）

2014年
- 絕滅危愚少女 Amazing Twins（日语：絶滅危愚少女 Amazing Twins）（作畫監督）

### 網路動畫
2021年
- 23時的佐賀飯動畫（日语：23時の佐賀飯アニメ）（作畫）

2025年
- 黑暗鴉與深夜的冒險（日语：POKÉTOON#2024年版第9弾『ヤミカラスと真夜中のぼうけん』）（寶可夢動畫設定、寶可夢作畫監督）

### 小說插圖
- （2001年，著：小中千昭，德間DUAL文庫（日语：徳間デュアル文庫））

## 腳註

## 相關項目
- 日本動畫師列表（日语：アニメ関係者一覧）